# Entwurf eines Kruzifixes

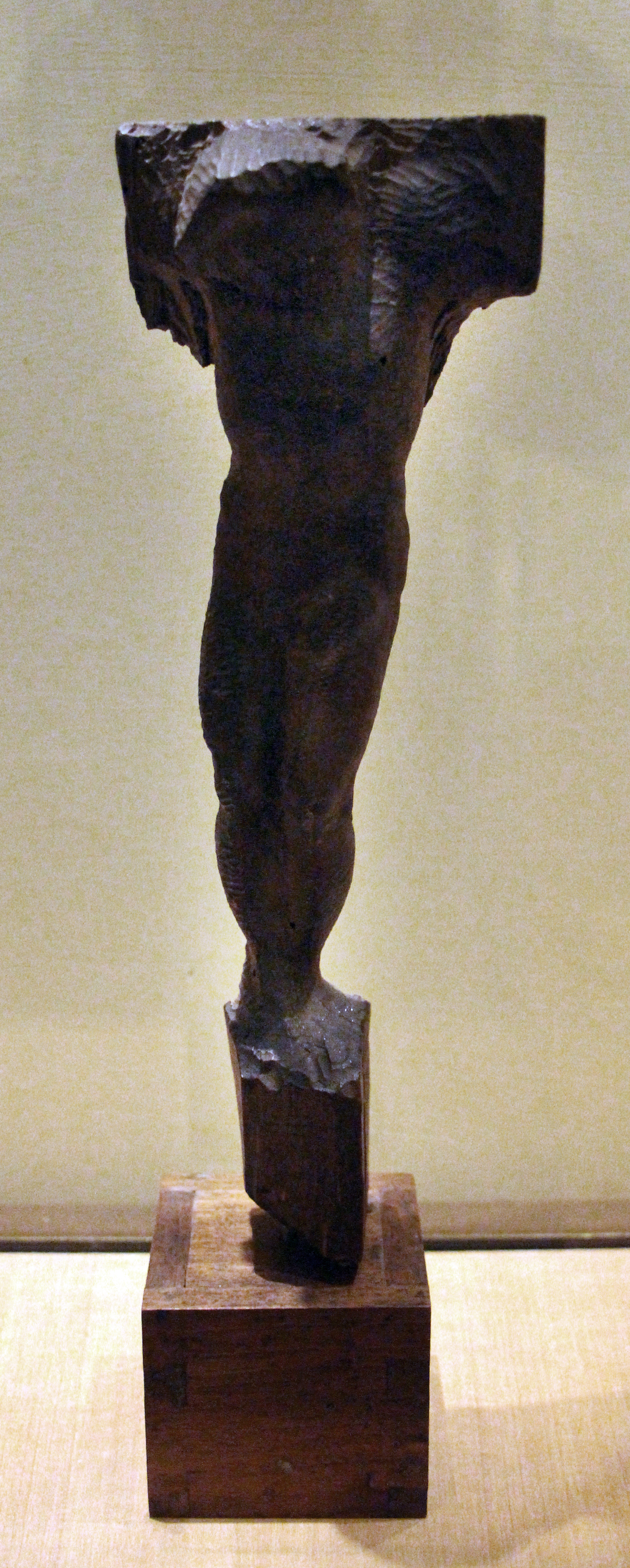

Das Werk mit dem provisorischen Titel Entwurf eines Kruzifixes ist eine nicht vollendete hölzerne Skulptur mit der Höhe 205 Millimeter, welche Michelangelo zugeschrieben wird, datiert auf das Jahr 1562, und sich in der Casa Buonarroti in Florenz befindet.

## Geschichte und Beschreibung
Der Kunsthistoriker Charles de Tolnay schreibt diesen Entwurf dem alten Michelangelo zu und vergleicht es mit Zeichnungen in Windsor Castle, im Louvre und im British Museum (insgesamt sechs) und mit Informationen in zwei Briefen des Künstlers vom 1. und 2. August 1562, in denen er ein Projekt für ein Holzkreuz erwähnt.

Das Werk zeigt den nackten Leib Christi, mit gebeugtem Kopf, ohne Arme. Die Figur Christi stellt eine kurz gefasste, aber effektive anatomische und muskuläre Definition dar, besonders im Bauchraum und in der lebendigen Bewegung der offenen Beine.

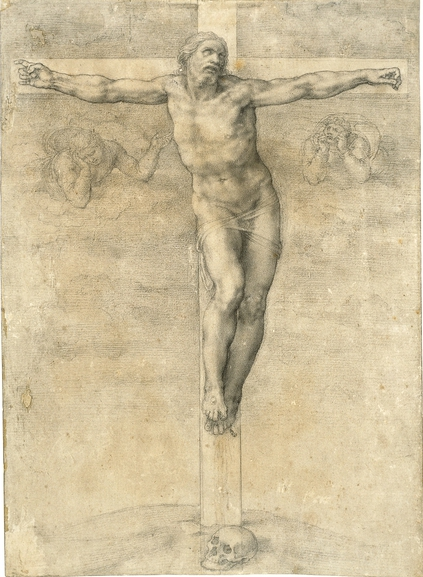
Studie einer Kreuzigung für Vittoria Colonna
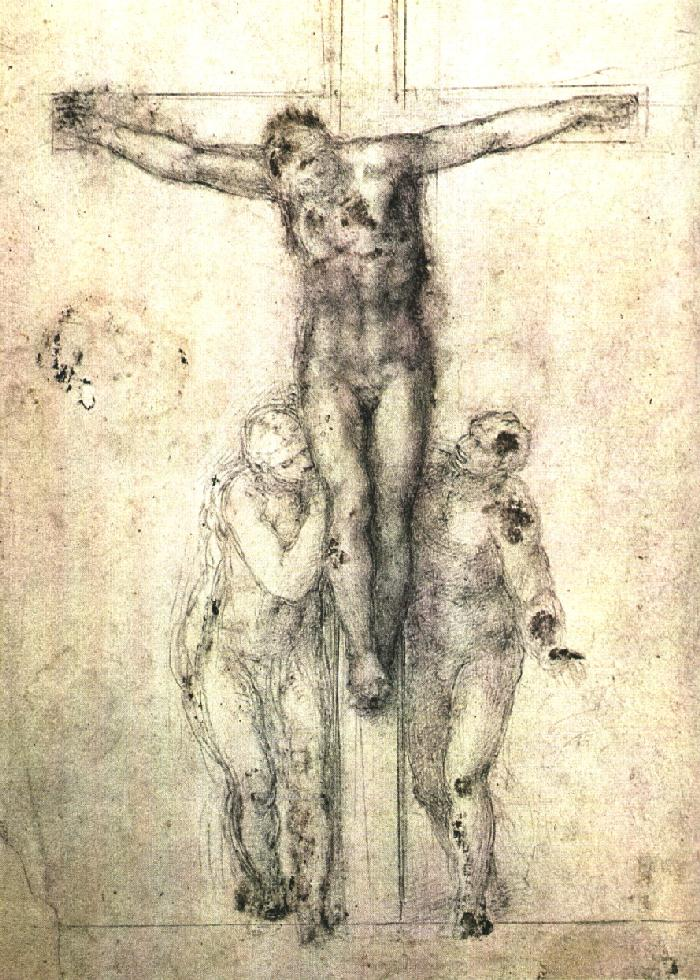
Zeichnung für eine Kreuzigung, Michelangelo, British Museum